# Yves Martin (écrivain)
Pour les articles homonymes, voir Martin et Yves Martin.
 (mars 2023).
Yves Martin, né à Villeurbanne le 31 octobre 1936 et mort à Saint-Ouen-l'Aumône le 6 septembre 1999, est un poète français.

## Biographie
Il est le fils d'un militaire. Peu après sa naissance, sa famille quitte la région lyonnaise pour s’installer à Paris et y tenir un commerce de mode. En 1940, le jeune Yves est envoyé en Bourgogne, chez son grand-père, où il est amené à participer aux travaux des champs. Cette parenthèse heureuse restera dans sa mémoire, comme en témoigne Le Partisan, son premier livre.
Il découvre la poésie vers l’âge de 16 ans. Interrogé sur les auteurs l’ayant marqué, il cite le nom de Rainer Maria Rilke.
Revenu en ville, il fréquente, plutôt à contrecœur, une école de notariat. Il devient clerc de notaire, à Paris, et le reste pendant vingt-quatre ans. Il vit ensuite d’une bourse de la Caisse des lettres.
Peu engagé, sceptique de nature, il suit les événements de son temps, tels ceux de mai 68, en spectateur.
Son recueil Le Marcheur, paru en 1972, le fait découvrir au monde littéraire.
Cinéphile passionné, Yves Martin fréquente assidûment les salles de quartier. Il s’y rend à pied, ces déplacements répétés étant à l’origine de sa réputation de grand marcheur. Il devient un spécialiste du cinéma et, singulièrement, du cinéma pornographique, qu’il considère comme un genre à part entière. Au début des années 60, il crée avec Bertrand Tavernier et Bernard Martinand le ciné-club « Nickel Odéon ». Il publie Le Cinéma français 1946-1966 (1998) et Les Rois ambulants sur le cinéma pornographique.
Dans un entretien avec Marc Villard , publié en 1995, Yves Martin avance que le troisième millénaire ne sera pas « défavorable à la poésie ». Il n’aura pas l’occasion de s’en assurer puisqu’il décède des suites d'une longue maladie le 6 septembre 1999.

## Œuvres
- Le Partisan, poème-roman, Chambelland, 1964 (réédition : La Table Ronde, 1996)
- Biographies (poésie), Chambelland, 1966
- Poèmes courts suivis d'un long (poésie), Chambelland, 1969
- Le Marcheur, Chambelland, 1972 (réédition : La Table Ronde, 1996)
- Je fais bouillir mon vin (poésie), Chambelland, 1978
- Je rêverai encore (nouvelles), Lausanne, Alfred Eibel, 1978
- Un peu d’électricité sous un grand masque noir, nouvelles, Le Cherche midi, 1979
- De la rue elle crie (poésie), Chambelland, Le Pont de l'Épée, 1982
- L'Enfant démesuré (nouvelles), Le Tout sur le tout, 1983
- M. William (poésie), Chambelland, Le Pont de l’épée, 1985
- Assez ivre pour être vivant, La Bartavelle, 1987
- Retour contre soi, Le Dilettante, 1987
- Visions d'Anvers, proses, Le Tout sur le tout, 1987
- Je n’ai jamais su choisir, La Bartavelle, 1990
- La mort est méconnaissable, Table rase, Écrits des forges, 1990 (réédition, Écrits des forges, Le Castor astral, 1997)
- Testament zéro, nouvelles, La Bartavelle, 1990
- L’Hôpital vole, La Bartavelle, 1992
- Gris bonheur, Charlieu, La Bartavelle, 1992
- Le Nymphéa et le Confetti, proses sur des peintures de Christian Zeimert, éditions Voix-Richard Meier, 1992
- Vigneux-sur-Seine ou le flâneur n’est jamais perdant, proses, Ville de Vigneux-sur-Seine, 1992
- Les Surprises perpétuelles du poisson-girafe, avec Didier Chenu, Passeport 92-93, Fragments éditions, 1993
- Le Bouton d'or (récits), le Milieu du jour, 1993
- Le Pommier, Guy Chambelland, 1993
- Mes prisonnières, proses, Zulma, 1994
- Les Rois ambulants, Zulma, 1996
- Manège des mélancolies : poésies inédites 1960-1990, La Table Ronde, 1996 avec une préf. de Dominique Joubert
- État des lieux : ce que vous auriez pu deviner, L'Esprit des Péninsules, 1997, coll. "L'Alambic" Eric Dussert.
- Premier automne ému depuis longtemps, La Bartavelle, 1998
- Le Cinéma français 1946-1966, Un jeune homme au fil des vagues, Méréal, 1998
- Il faut savoir me remettre à ma place (récits), Le Cherche midi, 1999
- L'Ensoleillement des solitudes (ill. Christer Strömholm), Coromandel Express, 1999
- Aux amis, Éric Dussert, 2000 (imp. Jean Le Mauve).
- Quelques pas ensemble (récits poétiques), Monum, Éd. du Patrimoine, 2002

## Collectifs
- Mes Turgescences, sans lieu, ni date, sans mention d'éditeur.